# Alaigebirge
Das Alaigebirge oder die Alaikette oder der Alai (nicht zu verwechseln mit dem weiter östlich gelegenen Altai) ist ein zentralasiatisches Hochgebirge. 
Die Gebirgskette mit einer Höhe von bis zu 5544 m und einer Länge von 360 Kilometern erstreckt sich von West nach Ost und bildet teilweise die Grenzregion zwischen Kirgisistan und Tadschikistan, ragt jedoch nur geringfügig nach Tadschikistan hinein. Der östlichste Gebirgsteil gehört bereits zum Territorium Chinas, wo sich bei Kaschgar das Tarimbecken mit der Wüste Takla Makan anschließt. Die höchste Erhebung des östlichen Kleinen Alai (Kitschi-Alai) ist der (5069 m) hohe Pik Skobelew.
Vom nördlich gelegenen Gebirgszug des Tianshan wird der Alai durch das Ferghanatal und den Oberlauf des Syrdarja sowie dessen Quellflusses Qoradaryo getrennt. Südlich bilden die Flussläufe von Kysylsuu und Kaschgar und das vom Kysylsu durchflossene weite Alaital die natürliche Grenze zum Pamirmassiv. Der dem Alai südlich gegenüber liegende, zum Pamir gehörende Gebirgszug mit dem Pik Lenin ist das Transalaigebirge. Im Westen schließen die Turkestankette und die Serafschankette an. Zusammen mit dem noch weiter westlich liegenden Hissargebirge wird auch vom „Pamir Alai“ als übergeordnetem Gebirgssystem gesprochen.
Das 1932 fertiggestellte Teilstück des Pamir Highways vom kirgisischen Osch im Ferghanatal nach Chorugh in Berg-Badachschan im äußersten Osten Tadschikistans überquert das Gebirge über den 3615 m hohen Taldyk-Pass und erreicht bei Sarytasch das Alaital.

## Mineralfunde
Das Alaigebirge, genauer die Gegend um den Gletscher Dara-i-Pioz (Darai-Pioz), ist eine bekannte Fundstelle für viele Minerale und ihre Varietäten. Insgesamt konnten dort bisher (Stand: 2011) 128 Minerale und 9 Varietäten nachgewiesen werden. Für 29 Minerale gilt Dara-i-Pioz zudem als Typlokalität, darunter auch der nach dem Gletscher benannte Darapiosit, der nach dem angrenzenden Staat Tadschikistan benannte Tadzhikit-(Ce), der nach dem benachbarten Gebirgszug benannte Tienshanit und der nach der Region Turkestan benannte Turkestanit.